# Miki Tomoya
Miki Tomoya (sinh ngày 28 tháng 3 năm 1998) là một cầu thủ bóng đá người Nhật Bản.

## Sự nghiệp câu lạc bộ
Miki Tomoya hiện đang chơi cho JEF United Chiba.